# Albudeite
Albudeite est une commune d'Espagne de la communauté autonome de Murcie. Elle s'étend sur 17 km2 et compte environ 1 475 habitants en 2020.

## Géographie
Albudeite se trouve à 26 km au nord-ouest de Murcie, la capitale régionale. Elle est bordée par les communes de Mula à l'ouest et de Campos del Río dans les autres directions.
La commune a un climat subtropical sec. Les précipitations, irrégulières, se concentrent principalement au printemps et à l'automne, avec un total d'environ 307 mm par an. La température moyenne annuelle est de 17,3 °C.

## Monuments

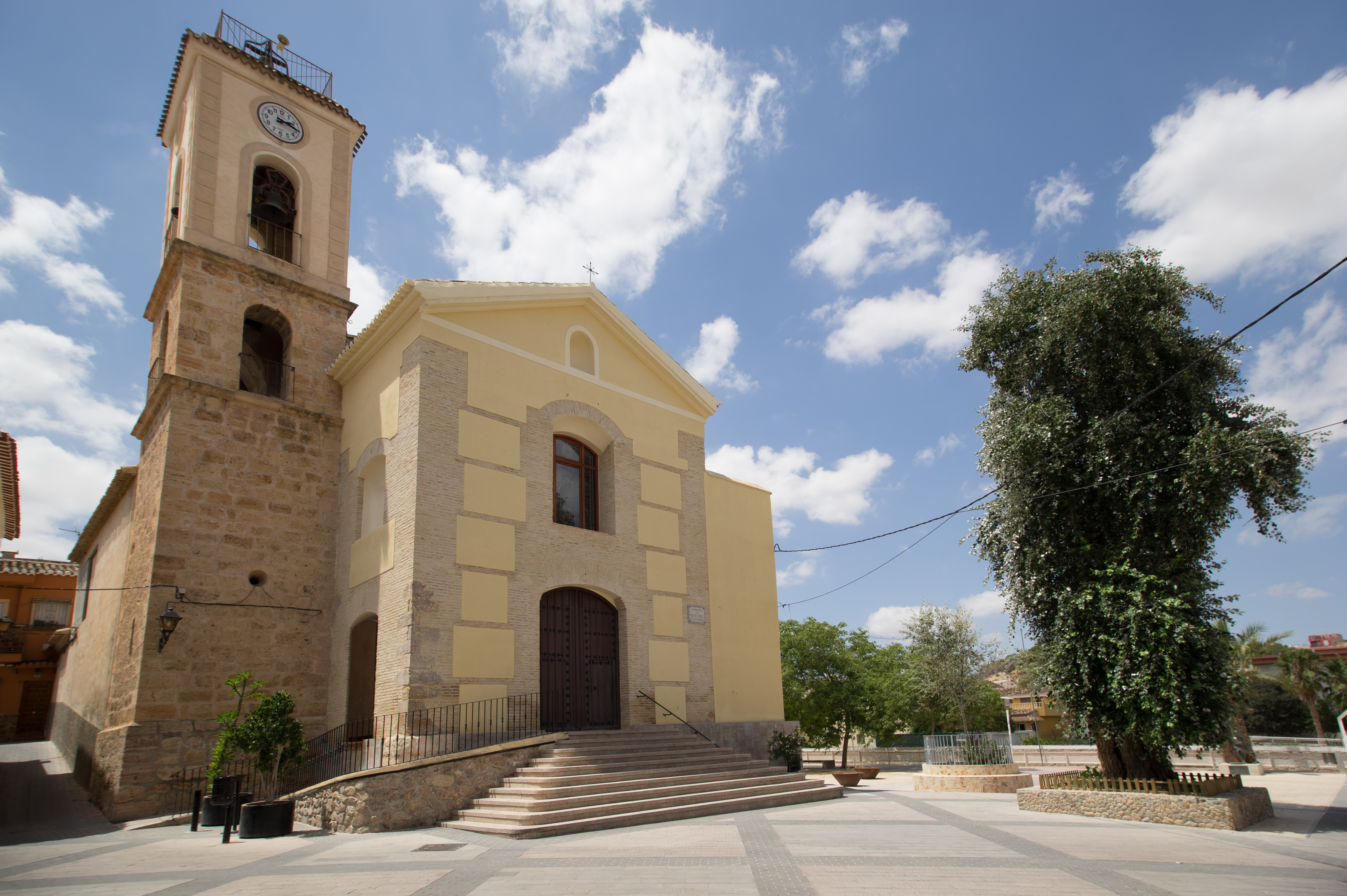
Église paroissiale.

L'église paroissiale, fondée au XVIe siècle, recouvre les fondations d'une ancienne mosquée. Elle est dédiée à « Notre-Dame des remèdes », en espagnol : Nuestra Señora de los Remedios, et abrite une vierge en bois sculpté du XVIIe siècle, un Jésus nazaréen par Nicolás de Bussy (es) datant de la même époque, ainsi qu'un Christ du XVIIIe siècle par Francisco Salzillo.
Les vestiges du château médiéval d'Albudeite, de même que l'église paroissiale, sont déclarés biens d'intérêt culturel.

## Jumelage
Albudeite est jumelée avec :
- Saint-Geniès-de-Fontedit, France.